# Доннерс, Герман
Герман Доннерс (нидерл. Herman Donners; 5 августа 1888, Антверпен — 1915) — бельгийский ватерполист, призёр летних Олимпийских игр.
Доннерс дважды входил в Олимпийскую сборную Бельгии, которая стала серебряным призёром Игр 1908 в Лондоне и бронзовым Олимпиады 1912 в Стокгольме.